# المزحانة (فرع العدين)

تعديل مصدري - تعديل

المزحانة هي إحدى قرى عزلة بني احمد والثلث بمديرية فرع العدين التابعة لمحافظة إب، بلغ تعداد سكانها 905 نسمة حسب تعداد اليمن لعام 2004.